# Stuart Scott
Stuart Orlando Scott (Chicago, 19 de julho de 1965 – Avon, 4 de janeiro de 2015) foi um jornalista esportivo e âncora na ESPN, mais conhecido por seu trabalho no programa SportsCenter.

## Vida
Scott nasceu em Chicago, Illinois, nos Estados Unidos. Ele tinha duas irmãs e um irmão. Ele se formou pela Universidade da Carolina do Norte em 1987. Em 1993 ele começou a trabalhar na ESPN onde desenvolveu sua carreira e eventualmente se tornou âncora do SportsCenter, um dos programas jornalísticos esportivos mais reconhecidos no mundo.
Em 2007, durante uma apendicectomia, ele descobriu que tinha câncer. Apesar do sucesso inicial do tratamento, o câncer voltou de forma agressiva em 2010, 2012 e 2013. Em julho de 2014 foi agraciado com o Prêmio Jimmy V. Na semana anterior a premiação ele teve de passar por quatro cirurgias. Stuart Scott faleceu no amanhecer de 4 de janeiro de 2015.